# تسانا
تسانا (به آلمانی: Zahna) یک منطقهٔ مسکونی در آلمان است که در Zahna-Elster واقع شده‌است. تسانا ۴٬۱۳۱ نفر جمعیت دارد.